# Palpita lautopennis
Palpita lautopennis es una especie de polilla perteneciente a la familia Crambidae. Fue descrita por Hiroshi Inoue en 1997. Se encuentra en Indonesia (Sumatra).